# Antonio Baseotto
Antonio Juan Baseotto CSsR (ur. 4 kwietnia 1932 w Buenos Aires, zm. 26 maja 2025 tamże) – argentyński duchowny rzymskokatolicki, w latach 2002–2007 ordynariusz polowy Argentyny.

## Życiorys
Wstąpił do nowicjatu redemptorystów w Villa Allende i w tymże zakonie 2 lutego 1952 złożył śluby wieczyste. Święcenia kapłańskie przyjął 6 kwietnia 1957. 
1 lutego 1991 został prekonizowany koadiutorem diecezji Añatuya. Sakrę biskupią otrzymał 27 kwietnia 1991. 21 grudnia 1992 został mianowany biskupem Añatuya, a 8 listopada 2002 ordynariuszem polowym Argentyny. Ingres odbył się 18 grudnia. 15 maja 2007 przeszedł na emeryturę.